# 중화항공 120편 화재 사고

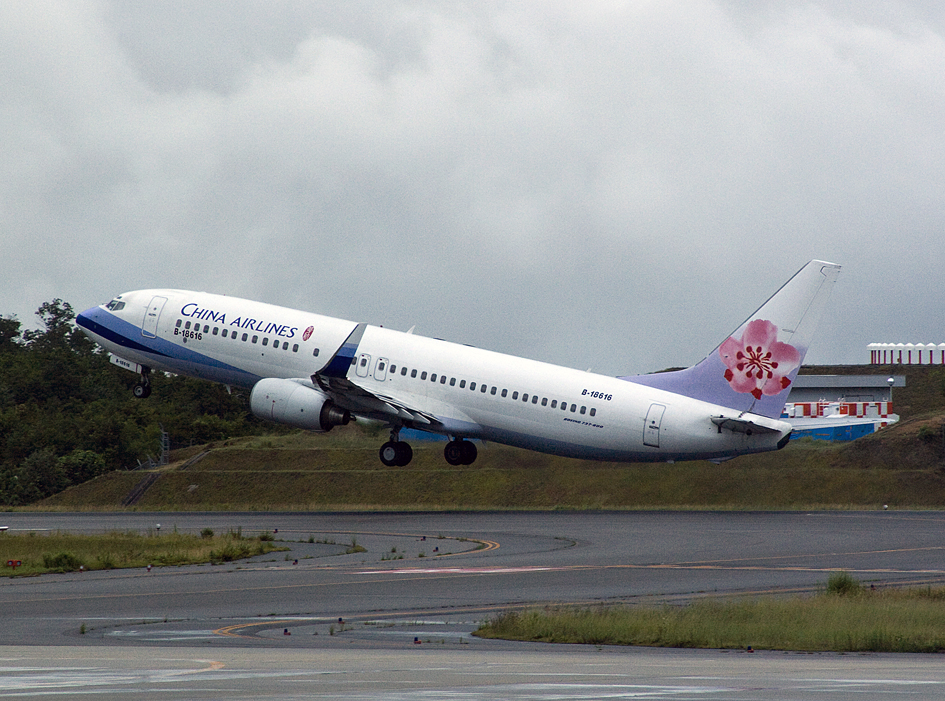
사고 1년 전, 히로시마 공항에서 촬영된 사고기

중화항공 120편 화재 사고(중국어: 中華航空120號班機事故, 영어: China Airlines Flight 120)는 2007년 8월 20일, 중화민국의 타오위안 현에 있는 타오위안 국제공항을 출발해서 일본의 오키나와에 있는 나하 공항까지 운항한 중화항공 120편이 나하 공항에 착륙한 후 탑승구까지 지상 활주하는 도중 엔진에서 화재가 발생하여 폭발한 사고이다. 네 명(기내 3명, 지상 요원 1명)이 사고로 부상 당했다.

## 배경
등록번호 B-18616 인 중화항공 소속 항공기는 2002년 7월 첫 운항을 시작했다. 이 항공기에는 CFM56-7B26이 장착되어 있었다.
당시 기내에는 2명의 아이를 포함해서 157 명의 승객이 탑승해있었으며, 국적별로 중화민국 110명, 일본 23명, 기타 24명이다. 승무원은 중화민국 7명, 일본 1명이었다.
중화민국 국적 사람들의 대부분은 대영여행사(大榮旅行社), 희미여행사(喜美旅行社), 만달여행사(萬達旅行社), 동남여행사(東南旅行社)에서 판매한 패키지 상품을 이용하여 관광을 떠난 사람들이었다..

## 사고 진행 상황
일본 시각 오전 10시 26분에 비행기는 정상적으로 착륙했으며 10시 34분 경에 탑승구로 이동 중이었다. 기장 유 치엔 코우가 탑승구와의 연결을 위해 기체를 정지시켰을 때 지상 요원이 2번 엔진으로부터 불꽃이 튀는 것을 목격했다. 항공관제사로부터 상황을 파악한 기장은 비상탈출을 선언했다. 모든 승객과 승무원들은 4개의 출입구에서 비상탈출 슬라이드를 이용해 가까스로 탈출에 성공했다. 부기장과 기장은 승무원이 바로 뒤 출입구에서 마지막 탈출을 한 후, 조종석 유리를 부수고 비행기에서 탈출했다. 기장이 마지막으로 탈출한 직후 1번 엔진과 우측 날개 연료 탱크가 폭발하고 화염에 휩싸였으며 비행기는 전소되었다. 중화항공 측의 성명서에 따르면 모든 승객과 승무원들은 안전하게 탈출했다. 57세 대만인 남성과 8세 홍콩인 여아가 인근 병원으로 이송되었다. 공항 지상 요원은 탈출 도중 부상당했다. 마지막으로 탈출한 승무원이 지면에 떨어질 때 비행기가 폭발했다.
나하 공항의 유도로는 사고로 인해 오전 11시 3분까지 통제되었다.
나하 공항 항공 교통 관제소에 따르면 비행기가 착륙할 때까지 어떠한 이상 신호도 받지 못했기 때문에 비행기가 정상적이라고 판단했다.
사고 후 교통부민용항공국은 연료 시스템을 조사하기 위해 중화항공, 만다린항공, 중화민국 공군이 소유한 보잉 737 14대의 이륙금지를 선포했다. 일본 운수성 항공국은 정비사들에게 737-700과 737-800의 조사를 할 것을 요청했다. 이상한 점은 발견되지 않았으며 기체는 재운항되었다.
조지 이시자키는 사고 원본 영상을 기록했다. 유아사 카츠토시는 다른 각도에서 찍은 또다른 사고 원본 영상을 산케이 신문에 제공했다.
화재로 아무도 죽지 않았으므로 중화항공은 타이페이에서 오키나와/나하를 왕복하는 120편을 계속해서 운항하기로 결정했다.

### 진화 작업의 경과 과정
첫 발화시와 첫 진화 장비 도착 간의 긴 시간차로 인해 늦은 응급 대처라는 의문이 제기되었다.
- 첫 화재는 착륙 6분 후인 10시 33분에 발견되었다.
- 10시 33분 58초에 나하 공항 소방서에 화재 신고가 접수되었다.
- 10시 35분에 두 명의 공항 소방관이 소방서를 출발했다.
- 약 1분 후에 첫 번째 소방차가 관제탑과의 연결을 시도했으나 관제탑의 무응답으로 인해 실패했다.
- 약 10시 36분에 첫 폭발이 발생했으며 이로 인해 창문을 통해 탈출을 하려한 부기장이 지면으로 추락했다.
- 첫 번째 소방차가 첫 연결 시도 후 약 30초 후에 관제탑과 두 번째 연결을 시도했으나 또다시 연결이 되지 않았다.
- 10시 38분 25초에 첫 번째 소방차(6번)가 동체에 거품 제재를 방출했다.
- 30초 후 두 번째 소방차가 도착했다.

관제탑에 처음으로 화재가 발견된 후 진화 작업까지 6분이 소요되었다. 관제탑과 소방차 사이의 통신은 이루어지지 않았으며 그동안 세 번의 폭발이 발생했다. 비행기는 절반가량이 타버렸다.

## 사고 조사
사고 원인은 일본의 항공・철도사고조사위원회가 규명했다. 비행 음성 기록 장치에서 확인한 것처럼 승무원들은 사고 전에 어떠한 이상 징후도 감지하지 않았다.
조사 팀은 비행기가 탑승구에서 불길에 휩싸였으며 탑승구로 지상 활주하는 동안에 연료 누출은 없었던 것을 확인했다. 조사는 연료 누출로 인한 화재 가능성에 초점을 맞추었다. 8월 24일 열린 기자회견에서 조사관들은 느슨해진 슬랫 나사 가 우측 날개 연료 탱크에 구멍을 냈으며 반경 2-3cm의 구멍을 만들어냈다고 발표했다.

## 여파
중화항공은 승객들이 가진 수하물은 kg당 신 대만 달러로 1000달러씩, 탑승 수속 시 맡긴 수하물은 최대 20,000 신 대만 달러를, 기내에 가지고 간 수하물은 최대 20,000 달러를 보상해주겠다고 발표했다.
사고 후 주식시장에서 중화항공의 주식은 대만 화재&해상 보험 주식 회사와 함께 하락했다.
사고로 인해 미국의 연방항공청(FAA)은 8월 25일, 보잉 737에 있는 모든 주날개 슬랫의 긴급 조사를 지시했다. FAA가 내린 긴급 감항성 개선명령 (EAD)은 오퍼레이터들에게 잃어버린 부품을 점검하고 적절한 설치 여부를 확인하며 슬랫 내부의 이물질 포함 및 손상여부를 알아보기 위해 슬랫 트랙 다운스탑을 조사할 것을 요청했다. 그 후에 오퍼레이터들에게 24일 내 3000번의 사이클-엔진을 1회 켰다 끄는 행위-을 시행해 조사할 것을 요청했다. 다른 비행기들의 헐거워진 조립 부분을 밝혀내고 손상된 주날개 슬랫을 밝혀낸 점검에 대한 대처방안을 제시한 것에 뒤이어, FAA는 8월 28일 새로운 긴급 감항성 개선명령을 내렸다. 또한 항공사들이 슬랫 트랙의 다운스톱 어셈블리 내부에 있는 너트와 볼트에 대해 한차례 회전력 실험을 할 것을 요청했다.
2009년 8월 28일 일본 운수안전위원회(JTSB)가 조사 결과를 발표했다. JTSB는 이 사고가 높은 확률로 다음과 같은 연쇄 효과에 의해 발생했다고 생각하고 있다. 비행기가 나하 공항에 착륙한 후에 슬랫을 접을 때 오른쪽 날개 내부에 있는 5번 메인 트랙을 보관하고 있는 트랙 보관함에 펑크가 나서 구멍이 생겼다. 구멍을 따라 연료가 날개 외부까지 새나왔다. 비행기가 지정된 장소에 멈춘 뒤 오른쪽 엔진에서 내뿜어져 나오는 고온과 새어나온 연료가 결합하면서 화재가 시작되었으며 몇차례 폭발 후 비행기는 전소되었다.
트랙 보관함의 펑크 원인과 관해서는, 위에서 언급한 주 트랙의 뒤쪽 끝에서 이미 분리되었던 다운스톱 어셈블리가 트랙 보관함에 떨어졌고 슬랫이 접혔을 때 트랙이 어셈블리를 트랙 보관함 쪽으로 밀어냈고 이로 인해 트랙에 구멍이 생겼다는 것이 확실하다.
다운스톱 어셈블리의 분리 원인에 대해서는, 사고 한 달 반 전 실시한 너트가 느슨해지는 것을 방지하는 유지 작업 중에 어셈블리의 너트 쪽에 있는 나사받이가 떨어졌고 이로 인해 어셈블리의 너트 쪽에 있는 다운스톱이 떨어졌고 다운스톱 어셈블리가 트랙으로 완전히 떨어졌을 가능성이 높다고 보고있다. 다운스톱 어셈블리가 분리되는 데 기여한 요인은 나사받이가 설치되지 않았을 시 어셈블리가 떨어지는 것을 방지하도록 설계되지 못한 다운스톱 어셈블리의 디자인일 가능성이 높다고 보고있다.
나사받이의 분리에 관해서는, 다음과 같은 요인을 통해 이루어졌다고 여겨지고 있다. 유지 작업 중에 너트가 접근하기 어려운 위치에 있었다 할지라도 비행기 제조사, 제조자 누구 하나도 정비 회보, 엔지니어 지침 사항을 준비할 때 이에 대한 관심을 기울인 적이 없었다. 또한 유지 관리자, 업무 관리자 어느 누구도 지시받은 업무에 대한 어려움을 보고하지 않았다.
일본 운수안전위원회는 미국 연방항공청에게 항공기 제조사인 보잉에게 다음과 같은 조치를 취하게 할 것을 권장했다: 항공사에게 정비 회보와 같은 유지,보수 업무 교육을 준비할 때 업무의 초점은 명확히 정의되고 업무 영역 접근성을 포함한 업무 조건과 환경은 보수 작업의 실수를 방지하기 위해 적절히 평가돼야 한다.
일본 운수안전위원회는 중화민국의 교통부 민용항공국에게 중화항공이 다음의 사항을 따르게 할 것을 권고했다: 유지, 보수 작업을 계획하고 이행할 때 중점 업무 사항은 명확히 확인될 수 있고 업무 조건과 환경은 적절히 평가되며 2009년에 시행한 건을 포함하여 사건의 재발 보수 작업의 실수를 방지하기 위한 대책은 확고히 시행되며 증진되어야한다

## 같이 보기
- 에어 캐나다 797편 화재 사고
- 벨류젯 항공 592편 화재 사고
- 사우디아라비아 항공 163편 화재 사고
- 가루다 인도네시아 항공 200편 추락 사고
- 나이지리아 항공 2120편 화재 사고
- 아에로플로트 1492편